# Métro Mondego
Le Métro Mondego est le réseau de tram-train qui reliera les villes de Coimbra, Miranda do Corvo, Lousã et Serpins, au Portugal.